# Artemisina archegona
Artemisina archegona är en svampdjursart som beskrevs av Ristau 1978. Artemisina archegona ingår i släktet Artemisina och familjen Microcionidae. Inga underarter finns listade i Catalogue of Life.